# Ricardo Duarte
Ricardo Duarte Mungi (Jauja, 9 febbraio 1940) è un ex cestista peruviano.
È il fratello di Enrique, Luis e Raúl Duarte

## Carriera
Con il Perù ha preso parte alle Olimpiadi del 1964, segnando 212 punti in 9 partite.
Ha inoltre disputato due edizioni dei Campionati mondiali (1963, 1967), risultando il miglior realizzatore nel 1963.